# Thân Trung Quốc

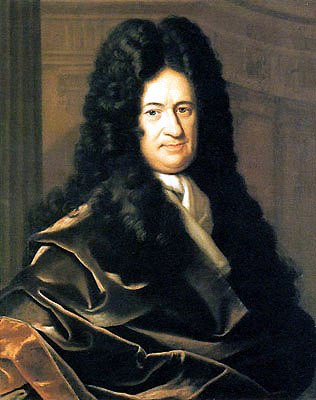
Gottfried Wilhelm Leibniz, một nhà thông thái người Đức sống vào thế kỷ 17 - 18 đã có những đóng góp quan trọng trong nhiều lĩnh vực của vật lý, logic, lịch sử, quản lý thư viện và nghiên cứu rất nhiều khía cạnh của nền văn hóa Trung Hoa

Một người thân Trung Quốc, thân Trung Hoa hay thân Tàu (tiếng Anh: Sinophile là một người thể hiện một sự quan tâm mạnh mẽ đến các khía cạnh của văn hóa hay con người Trung Quốc. Nó cũng thường được dùng để mô tả những người hiểu biết về lịch sử và văn hóa Trung Quốc (như các học giả và nhà nghiên cứu), những người nói tiếng Trung Quốc phi bản địa, các chính trị gia ủng hộ Trung Quốc, và những người thể hiện sự quan tâm mạnh mẽ đến bất kỳ điều gì ở trên.

## Các mối quan tâm điển hình
- Ẩm thực Trung Quốc
- Kiến trúc Trung Quốc
- Phương ngữ tiếng Hán (điển hình là Quan thoại hoặc tiếng Quảng Đông)
- Thư pháp và nghệ thuật Trung Hoa
- Chiêm tinh học Trung Quốc hay tử vi
- Nghệ thuật phong thủy cổ đại
- Đạo giáo
- Thiền trong Phật giáo
- Triết học Trung Quốc - Nho giáo
- Võ thuật, chẳng hạn như các biến thể của công phu
- Chính trị Trung Quốc, Đảng Cộng sản Trung Quốc, Chủ nghĩa xã hội đặc sắc Trung Quốc, Tư tưởng Mao Trạch Đông, Lý luận Đặng Tiểu Bình, Một quốc gia, hai chế độ, Đường lối quần chúng, Chính trị Trung Hoa Dân Quốc (tức chính trị Đài Loan)
- Trang phục của người Hán trong văn hóa truyền thống (Hán phục) và trang phục Trung Quốc bị ảnh hưởng của người Mãn (Xường xám)
- Văn hóa trà Trung Quốc
- Văn hóa rượu Trung Quốc và bạch tửu
- Các môn nghệ thuật Trung Quốc, bao gồm thơ ca, văn học, âm nhạc và điện ảnh cũng như các hình thức sân khấu giải trí truyền thống Trung Quốc như Tướng thanh và Hí khúc